# Алейда Гевара
Алейда Гевара (на испански: Aleida Guevara) е кубинска лекарка, първото от 4-те деца на Ернесто Че Гевара от втория му брак с Алейда Марч (има и дъщеря от първия му брак).

## Биография
Родена е на 24 ноември 1960 година в Хавана. Завършва педиатрия. Заедно с майка си е съпредседател на Центъра за изучаване на Че Гевара (Centro de Estudios Che Guevara) и член е на Комунистическата партия на Куба. Споделя идеите на баща си и е работила на хуманитарни мисии в Ангола, Никарагуа и Еквадор. Има две деца.
В своя филм „Sicko“, Майкъл Мор я интервюира за всеобщото здравеопазване.
Нейният брат Камило Гевара открива изложба със снимки на баща им по случай 80-годишнината от рождението му. Изложбата е открита в Европа през 2008 г. Другите 2 деца на Че от този брак са сестра им Селия, ветеринарен лекар, която получава аржентинско гражданство през 2007 г., и брат им Ернесто.